# Larraul
Larraul es un municipio de la provincia de Guipúzcoa, País Vasco (España), en la comarca de Tolosaldea. Cuenta con una población de 256 habitantes (INE 2024).

## Historia
Hacia mediados del siglo XIX, el lugar, ya por entonces con ayuntamiento propio, tenía contabilizada una población de 213 habitantes. Aparece descrito en el décimo volumen del Diccionario geográfico-estadístico-histórico de España y sus posesiones de Ultramar de Pascual Madoz con las siguientes palabras:

LARRAUL: l. con ayunt. en la prov. de Guipúzcoa, part. jud. de Tolosa (1 1/4 leg.), aud. terr, de Burgos (34), c. g. de las Provincias Vascongadas (á Vitoria 15), dióc. de Pamplona (11). sit. en terreno desigual y falda del célebre monte Hernio, disfruta de clima bastante frio y destemplado: tiene 40 casas dispersas la mayor parte en cas., la municipal muy capaz con cárcel y posada, la rectoral que es un edificio notable y trabajado con mucho esmero; igl. parr. (San Esteban) de primer ascenso servida por un rector, un beneficiado y organista, cementerio y 6 buenas fuentes de aguas buenas y cristalinas. El térm. se estiende 3/4 leg. de N. á S. y 1 de E. á O., y confina N. Asteasu y Aya; E. Anoeta; S. Regil, y O. Alquiza: el monte Hernio con buenos y abundantes pastos, de que este luegar participa en comunidad con Asteasu, se halla poblado de robles, castaños, hayas, fresnos, avellanos, alisos y algunos tejos. El terreno es de muy buena calidad y está de tal modo cubierto de árboles, que parece un paseo continuado; le bañan dos arroyos llamados Arrayaga y Usarrabia, que desaguan en el r. Oria en térm. de Villabona: hay varios prados naturales y artificiales con escelentes pastos. Los caminos son cruceros para varios pueblos. El correo se recibe de Tolosa. prod.: trigo, maiz, habas, habichuelas, lino y varias frutas: cria ganado vacuno, lanar y de cerda, caza de liebres, zorros, perdices, codornices y palomas, y pesca de truchas y anguilas. comercio: esportacion de sidra á Tolosa. pobl. 41 vec., 213 alm. riqueza imp. (V. Tolosa, part. jud.)
(Madoz, 1847, p. 88)

## Demografía
Larraul cuenta con una población de 256 habitantes (INE 2024).
| Gráfica de evolución demográfica de Larraul entre 1842 y 2021                                                       |
| |
| Población de derecho según los censos de población del INE Población de hecho según los censos de población del INE |

En 2022, el municipio tenía empadronados 258 habitantes; la entidad singular de población, también 258, y el núcleo de población, 175.

## Administración y política
| Partido político                                              | 2015  | 2015       | 2011  | 2011       | 2007  | 2007       | 2003  | 2003       | 1999  | 1999       | 1995  | 1995       |
| Partido político                                              | %     | Concejales | %     | Concejales | %     | Concejales | %     | Concejales | %     | Concejales | %     | Concejales |
| Larraulgo Herritarrak (LH)                                    | 77,53 | 6          | —     | —          | —     | —          | —     | —          | —     | —          | —     | —          |
| Partido Socialista de Euskadi-Euskadiko Ezkerra (PSE-EE PSOE) | 13,48 | 1          | —     | —          | —     | —          | —     | —          | —     | —          | —     | —          |
| Larraul Aurrera (LA)                                          | —     | —          | 58,11 | 4          | —     | —          | —     | —          | —     | —          | —     | —          |
| Herri Aukera (HA)                                             | —     | —          | 41,22 | 3          | 48,24 | 5          | 58,06 | 5          | 59,09 | 5          | 50,77 | 5          |
| Partido Popular del País Vasco (PP)                           | —     | —          | 0,00  | 0          | 0,00  | 0          | 2,15  | 0          | —     | —          | —     | —          |

## Cultura
Larraul cuenta con un museo etnográfico. Las piezas que se pueden ver en él son de diferentes épocas y muestran la vida y las costumbres del caserío vasco.

### Idiomas
El 92 % de la población del municipio sabe hablar euskera, si bien su uso habitual es algo menor, en torno al 80 por ciento.[cita requerida]

### Patrimonio
Hay en el lugar una iglesia de San Esteban.

## Personas destacadas
- Fray Francisco de Tolosa (siglo XVI): fue general de la orden franciscana, así como obispo de Tuy
- Jexux Mari Irazu Muñoa (1972): bertsolari, finalista del Bertsolari Txapelketa Nagusia en 3 ocasiones
- Estitxu Eizagirre Kerejeta (1979): natural de Hernani, pero residente en Larraul. Periodista y directora de la revista Argia